# Ryszard Chachulski
Ryszard Chachulski (ur. 19 lutego 1931 w Łużkach, zm. 9 kwietnia 2012 w Szczecinie) – polski artysta rzeźbiarz współczesny związany ze Szczecinem.

## Życiorys
Ryszard Chachulski w dzieciństwie mieszkał z rodzicami w Krakowie, gdzie rozpoczął naukę w szkole powszechnej. W okresie II wojny światowej zamieszkał w Myszkowie i tam kontynuował naukę w szkole powszechnej, otrzymując wykształcenie podstawowe. Gimnazjum ukończył w Malborku, uzyskując tzw. małą maturę. W latach 1949-1951 uczył się w Państwowym Liceum Sztuk Plastycznych w Gdyni uzyskując świadectwo dojrzałości. Następnie studiował w Państwowej Wyższej Szkole Sztuk Plastycznych w Sopocie (1953). W 1953 przeniósł się do Akademii Sztuk Pięknych w Krakowie, gdzie jego nauczycielami byli tacy rzeźbiarze jak Adam Smolana, Jacek Puget i Ksawery Dunikowski. Dyplom ukończenia studiów otrzymał w 1957. W 1964 zamieszkał w Szczecinie. Został pochowany w Myszkowie. 

## Wybrane wystawy
- wystawa rzeźby na V Światowym Festiwalu Młodzieży i Studentów w Warszawie - 1955
- II, III, IV Wystawa Rzeźby w Katowicach - 1955, 1960, 1962
- wystawa indywidualna w Częstochowie - 1961
- okręgowa wystawa Związku Polskich Artystów Plastyków w Szczecinie - 1965
- Festiwal Polskiego Malarstwa Współczesnego w Szczecinie - 1966

## Realizacje
- elementy wystroju plastycznego (plakiety, płaskorzeźby, tablice pamiątkowe) dla statków Polskich Linii Oceanicznych i Polskiej Żeglugi Morskiej
- popiersia: Konstantego Ildefonsa Gałczyńskiego (dla Książnicy Pomorskiej)[3], Stanisława Wyspiańskiego (dla Teatru Współczesnego)[3], Mieczysława Karłowicza (dla Filharmonii Szczecińskiej - obecnie gmach Urzędu Miasta Szczecin)[3], Mikołaja Kopernika, Stefana Jaracza - głównie dla szczecińskich instytucji kulturalnych
- pomnik Trygława w Wolinie - 1967
- pomnik marynarza przy pl. Grunwaldzkim w Szczecinie - 1980
- pomnik kolejarza przy dworcu kolejowym w Szczecinie - 1964
- pomnik tańczącej pary przy amfiteatrze w Parku Kasprowicza w Szczecinie - 1975
- rzeźba "Stare i Nowe" przy al. Papieża Jana Pawła II w Szczecinie - 1982
- pomnik "Światowita" wzniesiony w 1989 roku w Myszkowie przed Myszkowską Fabryką Naczyń Emaliowanych „Światowit", w 2011 roku przeniesiony do Częstochowy i postawiony przy Alei Najświętszej Marii Panny 64[4]

## Odznaczenia
- Złoty Krzyż Zasługi (2005)[5]

## Galeria prac Ryszarda Chachulskiego

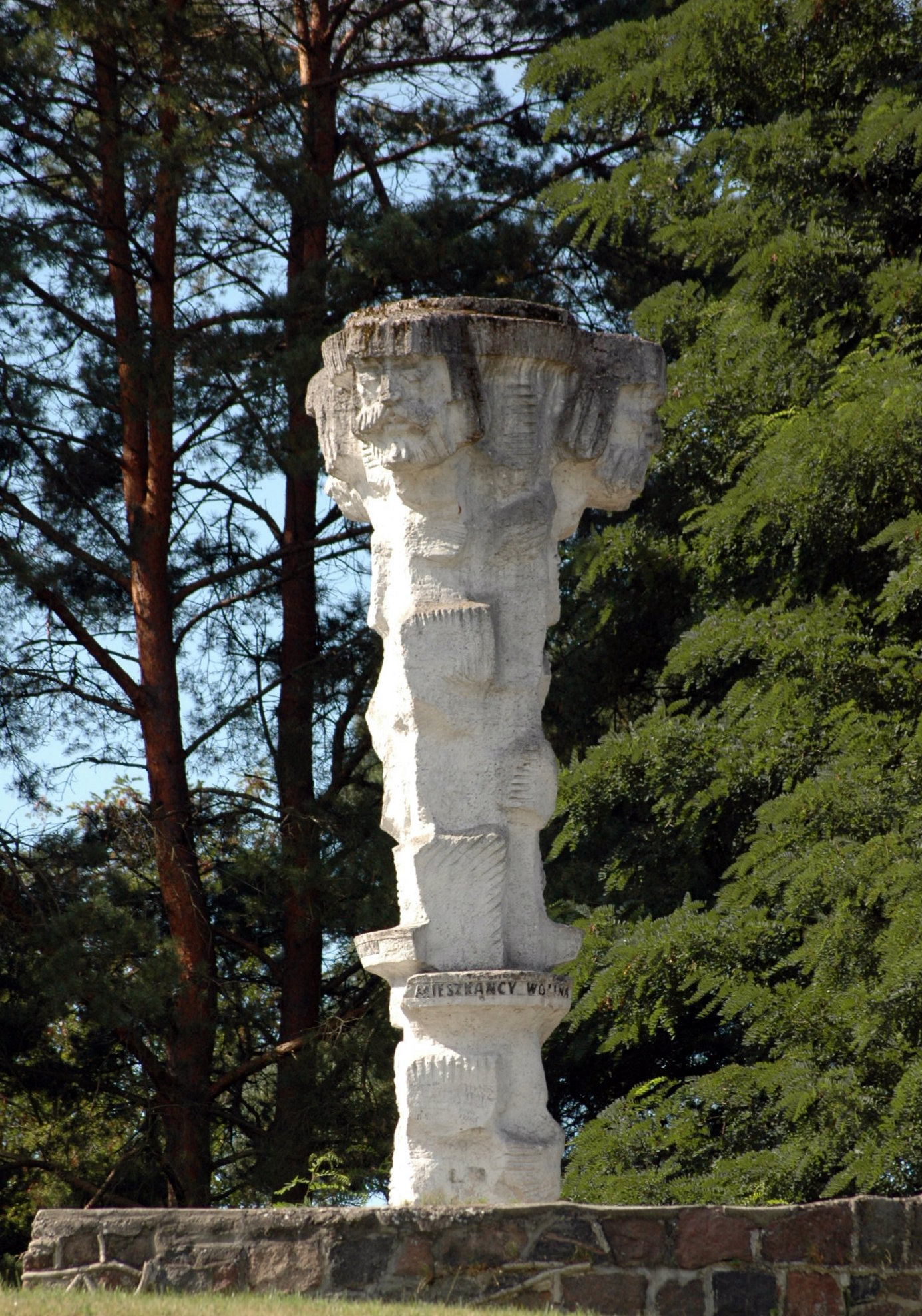
Trygław
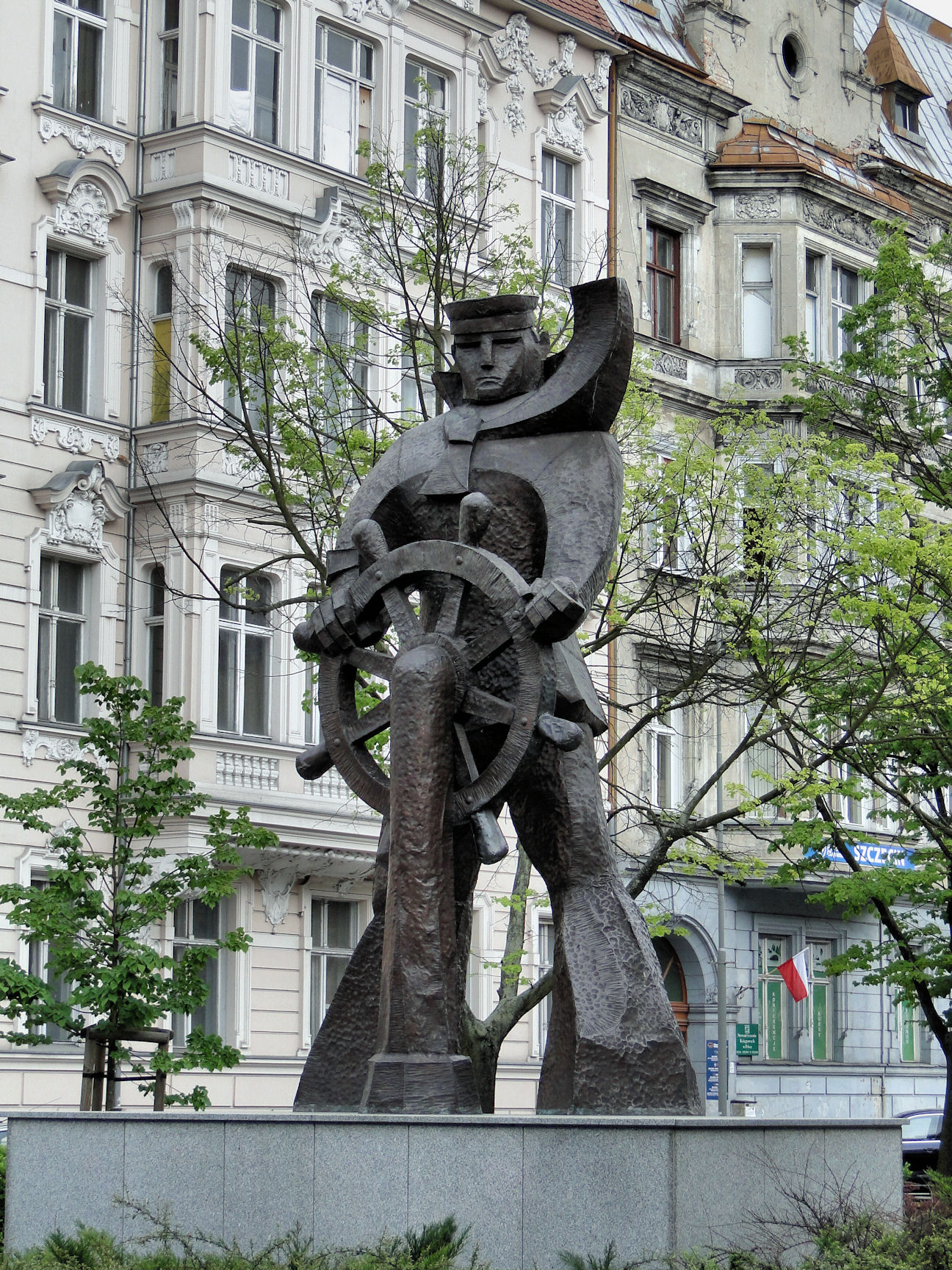
Marynarz
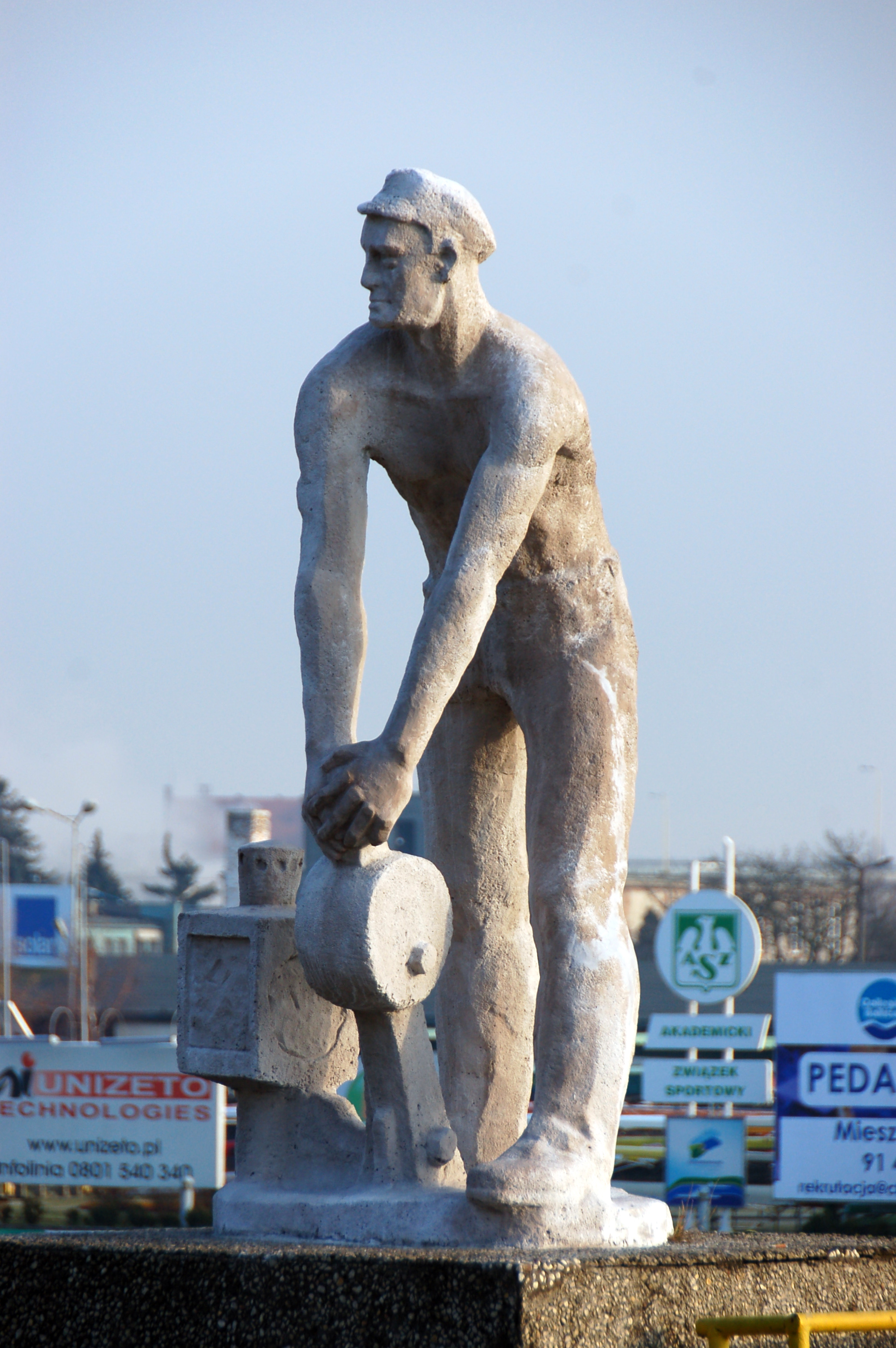
Kolejarz
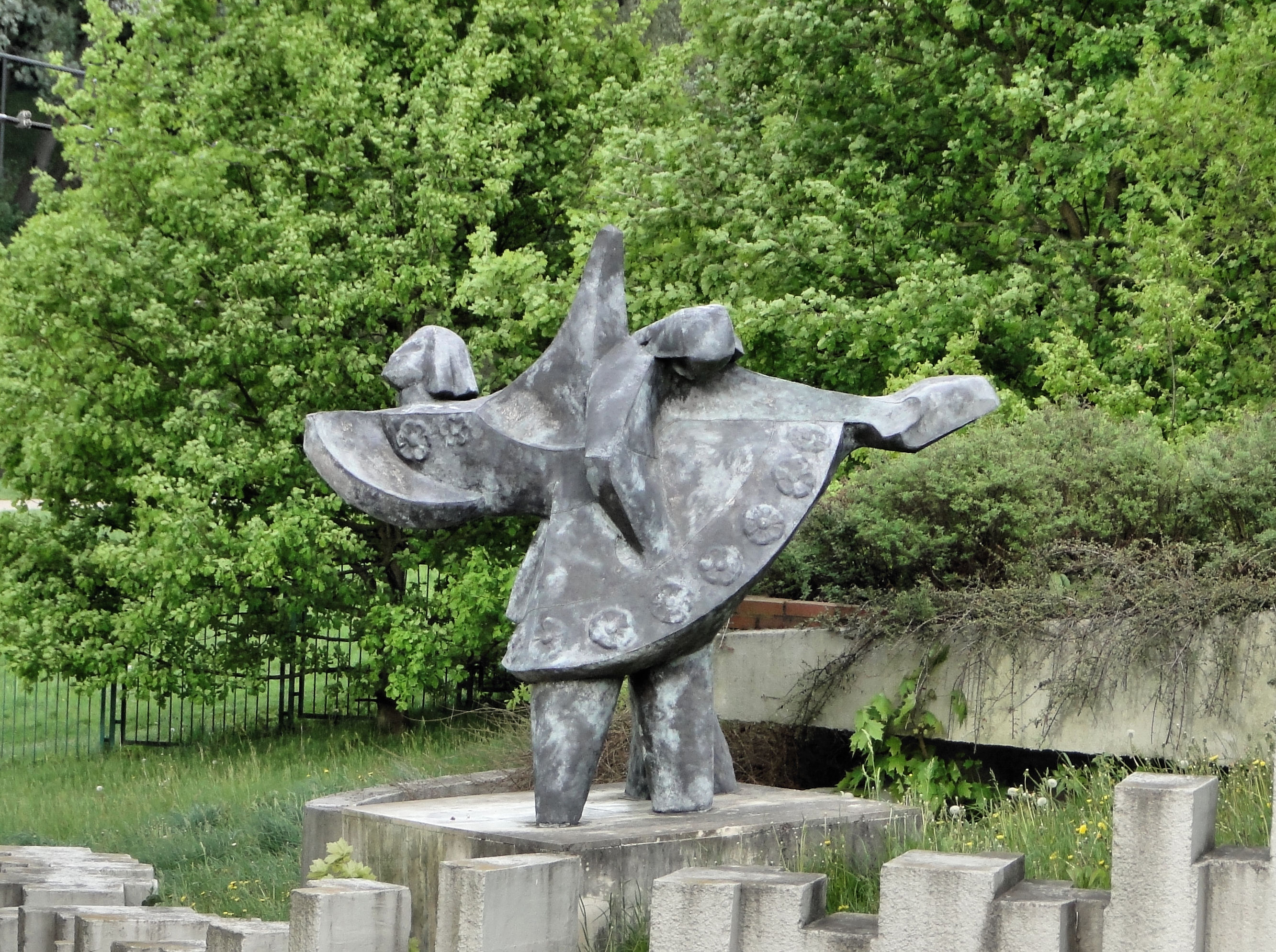
Tańcząca para
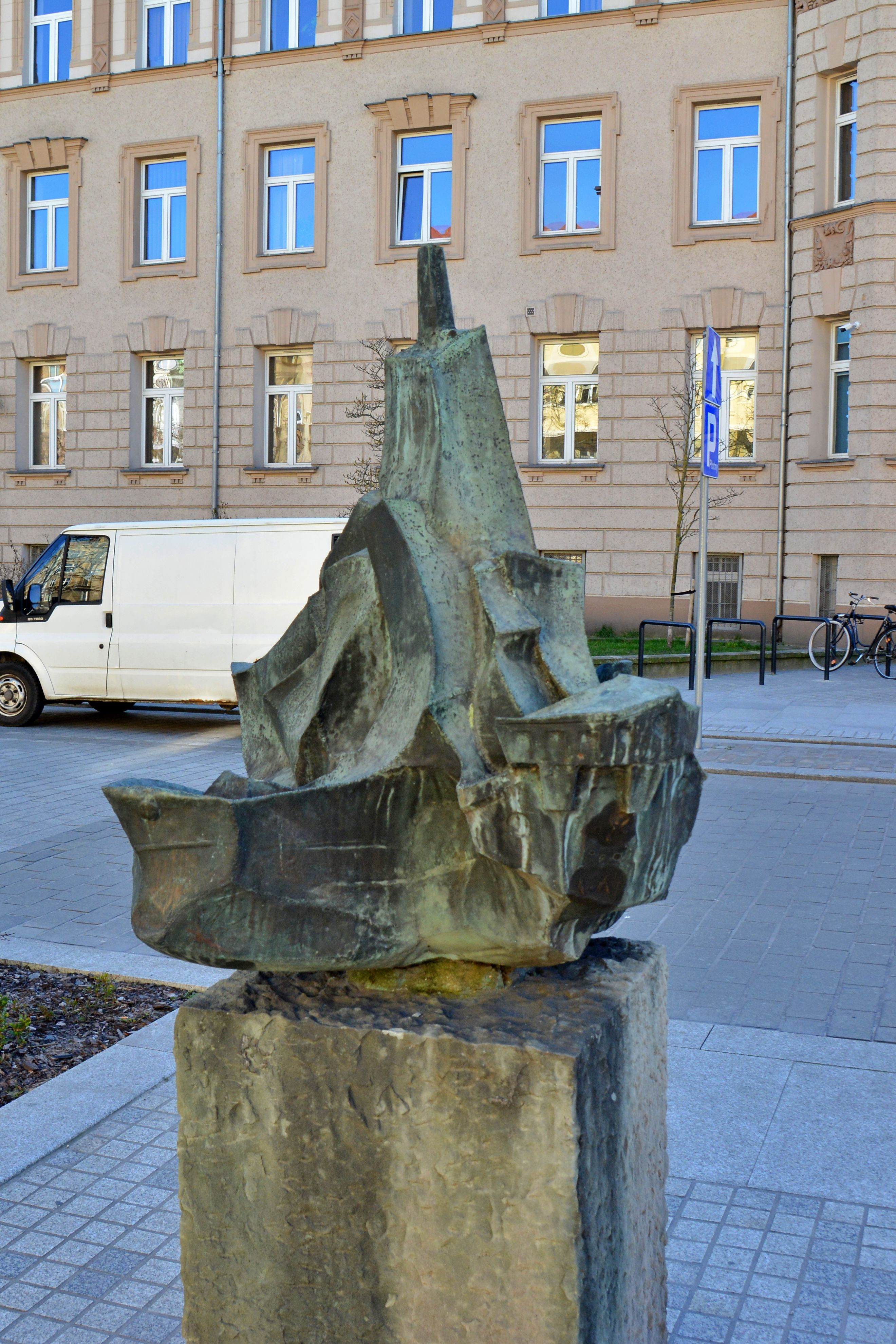
"Stare i Nowe"